# Blumenfest-Polka
Blumenfest-Polka (Polka de la fête des fleurs) est une polka de Johann Strauss II (op. 111). L'œuvre est créée le 14 mai 1852 au Volksgarten de Vienne.

## Histoire
Selon des rapports contemporains, la polka est créée à l'occasion d'une fête du printemps (fête des fleurs) en l'honneur de la mère de l'empereur, l'archiduchesse Sophie (1805-1872). Avec cette œuvre, le compositeur tente également d'oublier ses sympathies pour la révolution de 1848 et de se rapprocher de la famille impériale. Ce nouveau parcours lui vaudra le titre de directeur musical du bal de cour en 1863.

## Durée
Sa durée d'exécution approximative est de 2 minutes et 30 secondes. Elle peut varier légèrement selon l'interprétation musicale du chef d'orchestre.

## Interprétations notables
La pièce est notamment jouée lors de concerts du nouvel an à Vienne : en 1996, sous la direction de Lorin Mazzel, et en 2020, sous la direction de Mariss Jansons.